# Xujiahe Shuiku
Xujiahe Shuiku är en reservoar i Kina. Den ligger i provinsen Hubei, i den centrala delen av landet, omkring 130 kilometer nordväst om provinshuvudstaden Wuhan. Xujiahe Shuiku ligger 70 meter över havet. Arean är 39 kvadratkilometer. I omgivningarna runt Xujiahe Shuiku växer i huvudsak barrskog. Den sträcker sig 16,0 kilometer i nord-sydlig riktning, och 13,5 kilometer i öst-västlig riktning.
Genomsnittlig årsnederbörd är 1 211 millimeter. Den regnigaste månaden är augusti, med i genomsnitt 187 mm nederbörd, och den torraste är december, med 12 mm nederbörd.